# Nicolaus Buddaeus
Nicolaus Suenonis Nericiensis Buddaeus, född 1595 på Varberga i Längbro socken, död 20 april 1653 utanför Strängnäs genom drunkning, var en svensk präst och gymnasielärare.
Buddaeus blev elev vid Örebro skola 1602 och studerade därefter vid Västerås skola och vid Uppsala universitet samt prästvigdes i Strängnäs 1623. 1624 blev han conrektor i Strängnäs och 1626 lektor i retorik och grekiska med extraordinarie professors titel. Därefter studerade Buddaeus utomlands 1628-31, i Marburg 1631, Olmutz 1632, samt i Giessen och Basel, där han höll offentliga föreläsningar. Efter nya studier i Uppsala blev han filosofie magister 1633. Buddaeus blev 1635 rektor vid Örebro skola. Där råkade han i konflikt med borgmästare och råd angående deras förfarande med skolmästarbostället och till skolan donerade testamentspengar. Till en början hade han stöd från biskop och konsistorium, men sedan Buddaeus drivit konflikten så långt att han nekade djäknarna att sjunga på en av rådmännens begravning, avsattes han 1638 från tjänsten. Buddaeus blev därefter lärare i Strängnäs 1640, 1645 lektor i matematik samt från 1649 även lärare i grekiska. 1652 blev han förste teologie lektor och kyrkoherde i Överselö socken. Buddaeus utgav ett antal ett flertal läroböcker i såväl kyrkohistoria som andra ämnen. Till de mera kända hör Jesu Christi... lefwarne... vthi ordning effter åhretalens, månaders och dagars beskriffning redigerat (1644) där Buddaeus försökte fastställa datumet för ett flertal händelser i nya testamentet. Känd är också en lärobok i grekisk accent, utgiven 1650. Mest berömd blev dock hans insats inom matematiken, hans huvudämne under lektorstiden i Strängnäs. Buddaeus omkom under en båtresa på väg från kyrkan i Överselö till Strängnäs, då han föll överbord och drunknade under ett epileptiskt anfall.